# Enoplognatha
Enoplognatha es un género de arañas araneomorfas de la familia Theridiidae.
Son de tamaño medio a grande comparados a otros de la familia. E. maricopa son marrones rojizas con un abdomen manchado purpúreo, los machos llegan a una longitud de 3,4 milímetros (0,1 plg) y las hembras alcanzan 2,9 milímetros (0,1 plg).

## Especies
- Enoplognatha abrupta (Karsch, 1879)
- Enoplognatha afrodite Hippa & Oksala, 1983
- Enoplognatha almeriensis Bosmans & Van Keer, 1999
- Enoplognatha apaya Barrion & Litsinger, 1995
- Enoplognatha bidens Simon, 1908
- Enoplognatha biskrensis Denis, 1945
- Enoplognatha bobaiensis Zhu, 1998
- Enoplognatha cariasoi Barrion & Litsinger, 1995
- Enoplognatha caricis (Fickert, 1876)
- Enoplognatha carinata Bosmans & Van Keer, 1999
- Enoplognatha deserta Levy & Amitai, 1981
- Enoplognatha diodonta Zhu & Zhang, 1992
- Enoplognatha diversa (Blackwall, 1859)
- Enoplognatha franzi Wunderlich, 1995
- Enoplognatha gemina Bosmans & Van Keer, 1999
- Enoplognatha gershomi Bosmans & Van Keer, 1999
- Enoplognatha giladensis (Levy & Amitai, 1982)
- Enoplognatha gramineusa Zhu, 1998
- Enoplognatha hermani Bosmans & Van Keer, 1999
- Enoplognatha inornata O. P.-Cambridge, 1904
- Enoplognatha intrepida (Sorensen, 1898)
- Enoplognatha joshua Chamberlin & Ivie, 1942
- Enoplognatha juninensis (Keyserling, 1884)
- Enoplognatha kalaykayina Barrion & Litsinger, 1995
- Enoplognatha latimana Hippa & Oksala, 1982
- Enoplognatha lordosa Zhu & Song, 1992
- Enoplognatha macrochelis Levy & Amitai, 1981
- Enoplognatha malapahabanda Barrion & Litsinger, 1995
- Enoplognatha mandibularis (Lucas, 1846)
- Enoplognatha margarita Yaginuma, 1964
- Enoplognatha mariae Bosmans & Van Keer, 1999
- Enoplognatha maricopa Levi, 1962
- Enoplognatha marmorata (Hentz, 1850)
- Enoplognatha maysanga Barrion & Litsinger, 1995
- Enoplognatha mediterranea Levy & Amitai, 1981
- Enoplognatha molesta O. P.-Cambridge, 1904
- Enoplognatha monstrabilis Marusik & Logunov, 2002
- Enoplognatha mordax (Thorell, 1875)
- Enoplognatha nigromarginata (Lucas, 1846)
- Enoplognatha oelandica (Thorell, 1875)
- Enoplognatha oreophila (Simon, 1894)
- Enoplognatha orientalis Schenkel, 1963
- Enoplognatha ovata (Clerck, 1757)
- Enoplognatha parathoracica Levy & Amitai, 1981
- Enoplognatha penelope Hippa & Oksala, 1982
- Enoplognatha peruviana Chamberlin, 1916
- Enoplognatha philippinensis Barrion & Litsinger, 1995
- Enoplognatha procerula Simon, 1909
- Enoplognatha pulatuberculata Barrion & Litsinger, 1995
- Enoplognatha puno Levi, 1962
- Enoplognatha qiuae Zhu, 1998
- Enoplognatha quadripunctata Simon, 1884
- Enoplognatha robusta Thorell, 1878
- Enoplognatha sattleri Bösenberg, 1895
- Enoplognatha selma Chamberlin & Ivie, 1946
- Enoplognatha serratosignata (L. Koch, 1879)
- Enoplognatha tadzhica Sytshevskaja, 1975
- Enoplognatha testacea Simon, 1884
- Enoplognatha thoracica (Hahn, 1833)
- Enoplognatha turkestanica Charitonov, 1946
- Enoplognatha tuybaana Barrion & Litsinger, 1995
- Enoplognatha verae Bosmans & Van Keer, 1999
- Enoplognatha wyuta Chamberlin & Ivie, 1942
- Enoplognatha yelpantrapensis Barrion & Litsinger, 1995
- Enoplognatha zapfeae Levi, 1962